# Caiophora
Caiophora är ett släkte av brännreveväxter. Caiophora ingår i familjen brännreveväxter.

## Bildgalleri

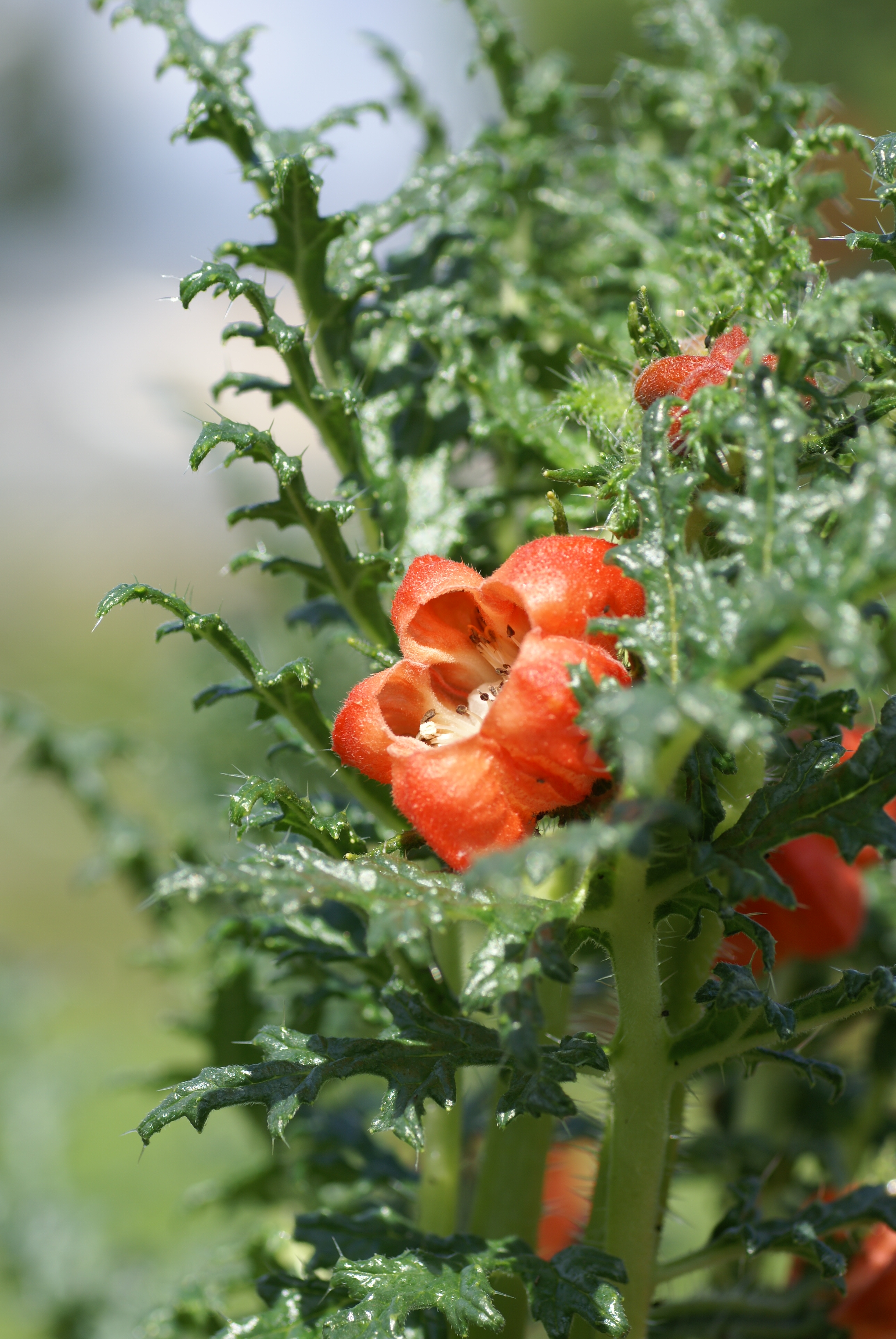

## Dottertaxa tillCaiophora, i alfabetisk ordning[1]
- Caiophora aconquijae
- Caiophora andina
- Caiophora arechavaletae
- Caiophora boliviana
- Caiophora buraeavi
- Caiophora canarinoides
- Caiophora carduifolia
- Caiophora cernua
- Caiophora chuquisacana
- Caiophora chuquitensis
- Caiophora cirsiifolia
- Caiophora clavata
- Caiophora contorta
- Caiophora coronata
- Caiophora dederichiorum
- Caiophora deserticola
- Caiophora dumetorum
- Caiophora grandiflora
- Caiophora hibiscifolia
- Caiophora kuntzei
- Caiophora lateritia
- Caiophora macrantha
- Caiophora madrequisa
- Caiophora mollis
- Caiophora nivalis
- Caiophora pedicularifolia
- Caiophora peduncularis
- Caiophora pentlandii
- Caiophora pterosperma
- Caiophora pulchella
- Caiophora rosulata
- Caiophora rusbyana
- Caiophora scabra
- Caiophora scarlatina
- Caiophora smithii
- Caiophora stenocarpa
- Caiophora tenuis
- Caiophora vargasii